# Alessandro Lamonica
Alessandro Lamonica (Imperia, 24 maggio 1973) è un allenatore di calcio ed ex calciatore italiano, di ruolo difensore.

## Carriera

### Giocatore
Ha esordito in Serie A con la maglia della Sampdoria, disputando in blucerchiato 11 partite in massima serie.
Ha giocato anche un totale di 43 presenze in Serie B con le maglie di Venezia e Ravenna. In seguito ha disputato varie stagioni in Serie C1 con il Cesena e con il Prato.
Dopo due stagioni nella Colligiana che disputa il campionato di Lega Pro Seconda Divisione, la ex Serie C2, il 2 febbraio 2009 passa al Prato che milita nello stesso girone. Nella stagione 2009-2010 passa al Barberino di Mugello nell'Eccellenza Toscana.

### Allenatore
Dal 22 ottobre 2012 è il vice di Cristiano Signorini sulla panchina del Calenzano, militante nel girone B dell'Eccellenza Toscana.